# Campionati europei di atletica leggera indoor 2011 - Pentathlon
La gara si è svolta il 4 marzo 2011.

## Podio
| #       | Atleta                     | Nazionalità | Punti | Note                                                       |
| ------- | -------------------------- | ----------- | ----- | ---------------------------------------------------------- |
| Oro     | Antoinette Nana Djimou Ida | Francia     | 4.723 | Miglior prestazione mondiale stagionale · Record nazionale |
| Argento | Austra Skujytė             | Lituania    | 4.706 |                                                            |
| Bronzo  | Remona Fransen             | Paesi Bassi | 4.665 | Miglior prestazione personale                              |

## Record
Prima di questa competizione, il record del mondo (RM), il record europeo (EU) ed il record dei campionati (RC) sono i seguenti:
| Record                | Prestazione | Atleta                                         | Data                               | Competizione                                       |
| --------------------- | ----------- | ---------------------------------------------- | ---------------------------------- | -------------------------------------------------- |
| Record mondiale       | 4.991       | Irina Belova Comunità degli Stati Indipendenti | 15 febbraio 1992 Berlino, Germania |                                                    |
| Record europeo        | 4.991       | Irina Belova Comunità degli Stati Indipendenti | 15 febbraio 1992 Berlino, Germania |                                                    |
| Record dei campionati | 4.948       | Carolina Klüft Svezia                          | 5 marzo 2005 Madrid, Spagna        | Campionati europei di atletica leggera indoor 2005 |

## Risultati

### 60 metri a ostacoli
| Pos. | Batt. | Corsia | Nome                       | Nazione     | Tempo | Note                                     | Punti |
| ---- | ----- | ------ | -------------------------- | ----------- | ----- | ---------------------------------------- | ----- |
| 1    | 2     | 6      | Antoinette Nana Djimou Ida | Francia     | 8"11  | =                                        | 1.104 |
| 2    | 2     | 8      | Zuzana Hejnová             | Rep. Ceca   | 8"25  | Miglior prestazione personale            | 1.073 |
| 3    | 2     | 4      | Sara Aerts                 | Belgio      | 8"28  | Miglior prestazione personale            | 1.066 |
| 4    | 2     | 3      | Grit Šadeiko               | Estonia     | 8"32  |                                          | 1.057 |
| 5    | 2     | 7      | Karolina Tymińska          | Polonia     | 8"34  | =                                        | 1.052 |
| 6    | 1     | 6      | Marina Gončarova           | Russia      | 8"52  | Miglior prestazione personale            | 1.013 |
| 7    | 2     | 5      | Bárbara Hernando           | Spagna      | 8"59  |                                          | 997   |
| 8    | 1     | 5      | Austra Skujytė             | Lituania    | 8"60  | Miglior prestazione personale            | 995   |
| 9    | 1     | 3      | Kaie Kand                  | Estonia     | 8"62  | Miglior prestazione personale stagionale | 991   |
| 10   | 1     | 4      | Jessica Samuelsson         | Svezia      | 8"63  | Miglior prestazione personale stagionale | 989   |
| 11   | 2     | 1      | Remona Fransen             | Paesi Bassi | 8"64  | Miglior prestazione personale            | 987   |
| 12   | 2     | 2      | Aiga Grabuste              | Lettonia    | 8"68  |                                          | 978   |
| 13   | 1     | 2      | Ida Marcussen              | Norvegia    | 8"72  | Miglior prestazione personale stagionale | 969   |
| 14   | 1     | 8      | Jana Panteleeva            | Russia      | 8"84  |                                          | 944   |
| –    | 1     | 7      | Eliška Klučinová           | Rep. Ceca   |       | non partita                              |       |

### Salto in alto
| Pos. | Nome                       | Nazione     | Misura      | Punti | Note                                     |
| ---- | -------------------------- | ----------- | ----------- | ----- | ---------------------------------------- |
| 1    | Remona Fransen             | Paesi Bassi | 1,92        | 1.132 | Record nazionale                         |
| 2    | Austra Skujytė             | Lituania    | 1,83        | 1.016 |                                          |
| 3    | Antoinette Nana Djimou Ida | Francia     | 1,80        | 978   | Miglior prestazione personale stagionale |
| 4    | Zuzana Hejnová             | Rep. Ceca   | 1,80        | 978   | Miglior prestazione personale            |
| 5    | Marina Gončarova           | Russia      | 1,77        | 941   | Miglior prestazione personale stagionale |
| 6    | Grit Šadeiko               | Estonia     | 1,77        | 941   | =                                        |
| 7    | Jana Panteleeva            | Russia      | 1,77        | 941   |                                          |
| 8    | Kaie Kand                  | Estonia     | 1,74        | 903   |                                          |
| 9    | Sara Aerts                 | Belgio      | 1,74        | 903   | Miglior prestazione personale            |
| 9    | Karolina Tymińska          | Polonia     | 1,74        | 903   |                                          |
| 11   | Jessica Samuelsson         | Svezia      | 1,74        | 903   | Miglior prestazione personale            |
| 12   | Aiga Grabuste              | Lettonia    | 1,71        | 867   |                                          |
| 13   | Ida Marcussen              | Norvegia    | 1,68        | 830   | Miglior prestazione personale stagionale |
| 14   | Bárbara Hernando           | Spagna      | 1,62        | 759   |                                          |
| –    | Eliska Klucinova           | Rep. Ceca   | non partita |       |                                          |

### Getto del peso
| Pos. | Nome                       | Nazione     | #1    | #2    | #3    | Misura | Punti | Note                                     |
| ---- | -------------------------- | ----------- | ----- | ----- | ----- | ------ | ----- | ---------------------------------------- |
| 1    | Austra Skujytė             | Lituania    | 16,92 | X     | 17,53 | 17,53  | 1.031 | Miglior prestazione personale stagionale |
| 2    | Antoinette Nana Djimou Ida | Francia     | 14,81 | 14,16 | 13,95 | 14,81  | 848   | Miglior prestazione personale            |
| 3    | Jessica Samuelsson         | Svezia      | 14,32 | 13,89 | X     | 14,32  | 815   |                                          |
| 4    | Aiga Grabuste              | Lettonia    | 12,67 | 14,18 | 13,69 | 14,18  | 806   | Miglior prestazione personale            |
| 5    | Remona Fransen             | Paesi Bassi | 13,39 | 14,09 | 13,02 | 14,09  | 800   | Miglior prestazione personale            |
| 6    | Karolina Tymińska          | Polonia     | 14,06 | X     | 14,00 | 14,06  | 798   |                                          |
| 7    | Marina Gončarova           | Russia      | 13,63 | X     | 13,09 | 13,63  | 769   |                                          |
| 8    | Sara Aerts                 | Belgio      | X     | 13,51 | 13,47 | 13,51  | 761   | Miglior prestazione personale            |
| 9    | Jana Panteleeva            | Russia      | 13,38 | X     | 13,21 | 13,38  | 753   | Miglior prestazione personale stagionale |
| 10   | Kaie Kand                  | Estonia     | 13,07 | 13,22 | X     | 13,22  | 742   | Miglior prestazione personale stagionale |
| 11   | Bárbara Hernando           | Spagna      | 12,85 | X     | 12,49 | 12,85  | 717   |                                          |
| 12   | Ida Marcussen              | Norvegia    | 12,49 | 12,37 | 12,23 | 12.49  | 694   |                                          |
| 13   | Grit Šadeiko               | Estonia     | 11,55 | 12,23 | 11,99 | 12,23  | 676   |                                          |
| 14   | Zuzana Hejnová             | Rep. Ceca   | 11,71 | X     | 12,11 | 12,11  | 668   | Miglior prestazione personale            |
|      | Eliska Klucinova           | Rep. Ceca   |       |       |       |        |       | non partita                              |

### Salto in lungo
| Pos. | Nome                       | Nazione     | #1   | #2   | #3   | Misura | Punti | Note                                     |
| ---- | -------------------------- | ----------- | ---- | ---- | ---- | ------ | ----- | ---------------------------------------- |
| 1    | Antoinette Nana Djimou Ida | Francia     | 6,34 | 6,18 | 6,19 | 6,34   | 956   | Miglior prestazione personale stagionale |
| 2    | Karolina Tymińska          | Polonia     | 5,98 | 6,33 | 6,28 | 6,33   | 953   | Miglior prestazione personale stagionale |
| 3    | Aiga Grabuste              | Lettonia    | 6,17 | 6,29 | 6,17 | 6,29   | 940   |                                          |
| 4    | Austra Skujytė             | Lituania    | 6,15 | 6,22 | 6,25 | 6,25   | 927   |                                          |
| 5    | Grit Šadeiko               | Estonia     | 6,19 | 6,11 | 6,02 | 6,19   | 908   | Miglior prestazione personale            |
| 6    | Sara Aerts                 | Belgio      | 6,11 | 6,04 | X    | 6,11   | 883   | Miglior prestazione personale            |
| 7    | Marina Gončarova           | Russia      | 5,38 | 5,98 | 6,09 | 6,09   | 877   | Miglior prestazione personale stagionale |
| 8    | Remona Fransen             | Paesi Bassi | 5,94 | X    | 6,07 | 6,07   | 871   | Miglior prestazione personale            |
| 9    | Ida Marcussen              | Norvegia    | 5,97 | 6,06 | X    | 6,06   | 868   | Miglior prestazione personale stagionale |
| 10   | Jessica Samuelsson         | Svezia      | 6,04 | X    | 5,99 | 6,04   | 862   | Miglior prestazione personale stagionale |
| 11   | Kaie Kand                  | Estonia     | 5,97 | X    | 5,60 | 5,97   | 840   |                                          |
| 12   | Jana Panteleeva            | Russia      | 5,85 | 5,60 | 5,77 | 5,85   | 804   |                                          |
| 13   | Bárbara Hernando           | Spagna      | 5,24 | 5,68 | 5,75 | 5,75   | 774   |                                          |
| 14   | Zuzana Hejnová             | Rep. Ceca   | X    | X    | 5,73 | 5,73   | 768   |                                          |
| –    | Eliska Klucinova           | Rep. Ceca   | –    | –    | –    | –      | –     | DNS                                      |

### 800 metri
| Pos. | Batt. | Corsia | Nome                       | Nazione     | Tempo   | Note                                     | Punti |
| ---- | ----- | ------ | -------------------------- | ----------- | ------- | ---------------------------------------- | ----- |
| 1    | 1     | 2      | Zuzana Hejnová             | Rep. Ceca   | 2'09"93 |                                          | 966   |
| 2    | 1     | 5      | Jessica Samuelsson         | Svezia      | 2'12"55 | Miglior prestazione personale            | 928   |
| 3    | 1     | 3      | Kaie Kand                  | Estonia     | 2'12"86 | Miglior prestazione personale stagionale | 923   |
| 4    | 1     | 4      | Ida Marcussen              | Norvegia    | 2'12"93 | Miglior prestazione personale            | 922   |
| 5    | 2     | 5      | Karolina Tymińska          | Polonia     | 2'14"06 |                                          | 906   |
| 6    | 1     | 6      | Bárbara Hernando           | Spagna      | 2'15"87 | Miglior prestazione personale            | 881   |
| 7    | 2     | 3      | Remona Fransen             | Paesi Bassi | 2'16"24 | Miglior prestazione personale            | 875   |
| 8    | 2     | 6      | Marina Gončarova           | Russia      | 2'16"66 | =                                        | 869   |
| 9    | 2     | 2      | Antoinette Nana Djimou Ida | Francia     | 2'18"99 |                                          | 837   |
| 10   | 1     | 6      | Jana Panteleeva            | Russia      | 2'20"06 |                                          | 823   |
| 11   | 1     | 1      | Grit Šadeiko               | Estonia     | 2'23"54 |                                          | 776   |
| 12   | 2     | 1      | Aiga Grabuste              | Lettonia    | 2'25"44 | Miglior prestazione personale stagionale | 751   |
| 13   | 2     | 4      | Austra Skujytė             | Lituania    | 2'26"54 | Miglior prestazione personale stagionale | 737   |
| 14   | 2     | 6      | Sara Aerts                 | Belgio      | 2'31"94 |                                          | 669   |
| –    | 1     | 7      | Eliška Klučinová           | Rep. Ceca   |         | non partita                              |       |

### Classifica finale

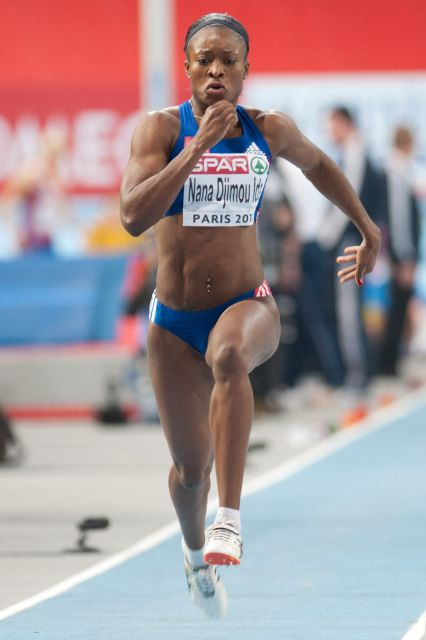
La campionessa europea Antoinette Nana Djimou Ida.

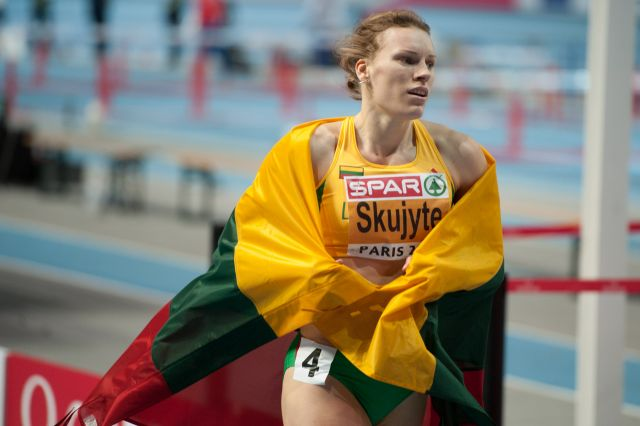
La medaglia d'argento Austra Skujyte.

| Pos. | Nome                       | Nazione     | Punti | Note                                                       |
| ---- | -------------------------- | ----------- | ----- | ---------------------------------------------------------- |
| 1    | Antoinette Nana Djimou Ida | Francia     | 4.723 | Miglior prestazione mondiale stagionale · Record nazionale |
| 2    | Austra Skujytė             | Lituania    | 4.706 |                                                            |
| 3    | Remona Fransen             | Paesi Bassi | 4.665 | Miglior prestazione personale                              |
| 4    | Karolina Tymińska          | Polonia     | 4.612 | Miglior prestazione personale stagionale                   |
| 5    | Jessica Samuelsson         | Svezia      | 4.497 | Miglior prestazione personale stagionale                   |
| 6    | Marina Gončarova           | Russia      | 4.469 | Miglior prestazione personale stagionale                   |
| 7    | Zuzana Hejnová             | Rep. Ceca   | 4.453 | Miglior prestazione personale                              |
| 8    | Kaie Kand                  | Estonia     | 4.399 | Miglior prestazione personale stagionale                   |
| 9    | Grit Šadeiko               | Estonia     | 4.358 |                                                            |
| 10   | Aiga Grabuste              | Lettonia    | 4.342 |                                                            |
| 11   | Ida Marcussen              | Norvegia    | 4.283 | Record nazionale                                           |
| 12   | Sara Aerts                 | Belgio      | 4.282 | Miglior prestazione personale                              |
| 13   | Jana Panteleeva            | Russia      | 4.265 |                                                            |
| 14   | Bárbara Hernando           | Spagna      | 4.128 |                                                            |